# Spikhus

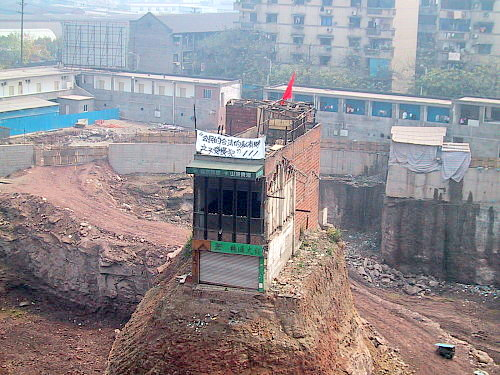
Spikhus i Chongqing

Spikhus (kinesiska: 钉子户) är ett kinesiskt uttryck för bostäder som tillhör personer som vägrar att göra plats för stadsutveckling. Ett känt exempel är när ägaren av ett hus i Chongqing vägrade att lämna det när en skyskrapa skulle byggas på platsen. Kinesisk lag innehåller inte expropriation.